# 708. pehotna divizija (Wehrmacht)
708. pehotna divizija (izvirno nemško 708. Infanterie-Division; kratica 708ID) je bila pehotna divizija Heera v času druge svetovne vojne.

## Zgodovina
Divizija je bila ustanovljena 2. maja 1941 kot nepremična divizija 15. vala iz nadomestnih enot 8. vojaškega okrožja v 12. vojaškem okrožju. 

## Vojna služba
| Datum       | Delovanje       | Korpus             | Armada    | Armadna skupina   | Področje            |
| maj 1941    | v ustanavljanju |                    |           |                   | 12. vojaško okrožje |
| junij 1941  |                 | 31. armadni korpus | 7. armada | Armadna skupina D | Bordeaux            |
| junij 1942  |                 | 80. armadni korpus | 1. armada | Armadna skupina D | Bordeaux            |
| januar 1943 |                 | 80. armadni korpus | 1. armada | Armadna skupina D | Royan               |
| maj 1944    |                 | 80. armadni korpus | 1. armada | Armadna skupina G | Royan               |
| avgust 1944 |                 | 2. padalski korpus | 7. armada | Armadna skupina D | Normandija          |

## Organizacija
1941
- 728. pehotni polk
- 748. pehotni polk
- 658. artilerijski bataljon
- 708. divizijske enote

1944
- 728. grenadirski polk
- 748. grenadirski polk
- 360. (kozaški) grenadirski polk
- 1709. artilerijski polk
- 708. divizijski fusilirski bataljon
- 708. inženirski bataljon
- 708. divizijske enote

## Pripadniki
Divizijski poveljniki
| 1. | Generalmajor Walter Drobin    |  | (3. maj 1941 – 1. marec 1942)    |
| 2. | Generalporočnik Hermann Wilck |  | (1. marec 1942 – 30. julij 1943) |
| 3. | Generalmajor Edgar Arndt      |  | (30. julij 1943 – avgust 1944)   |